# Уљанкалдо (Маса-Карара)
Уљанкалдо је насеље у Италији у округу Маса-Карара, региону Тоскана.
Према процени из 2011. у насељу је живело 18 становника. Насеље се налази на надморској висини од 728 м.